# James Mackay (acteur)
Pour les articles homonymes, voir James Mackay et MacKay.
James Mackay, est un acteur australien, né le 20 juillet 1984 à Sydney en Australie. 
Il se fait connaître par le rôle de Steven Carrington dans la série télévisée dramatique Dynastie (2017-2019), reboot de la série culte du même titre.

## Biographie

### Jeunesse et formation
Il fréquente la Sydney Grammar School à Sydney et commence à jouer dans des pièces de théâtre. 
Il poursuit ses études à l'Université de Sydney et obtient un baccalauréat en arts en histoire et littérature anglaise, puis, il se forme au métier d'acteur à la Western Australian Academy of Performing Arts de Perth (Australie-Occidentale).

### Carrière
A ses débuts, il fait partie de la compagnie de théâtre indépendante Cry Havoc avec laquelle il va travailler sur deux spectacles : Jules César, en 2009, il incarne Marc Anthony, puis le rôle d'Anton Tchekhov pour Three Sisters, en 2010, travaillant également sur la bande originale en tant que compositeur. 
Parallèlement, l'acteur tourne dans quelques courts métrages indépendants.  
En 2011, il fait ses débuts au cinéma en jouant des rôles mineurs de figurant pour le thriller horrifique Don't Be Afraid of the Dark avec Katie Holmes, sur un scénario de Guillermo del Toro, et le drame australien Burning Man avec Matthew Goode et Bojana Novakovic. 
L'année suivante, avec la Sydney Theatre Company, il se produit dans une adaptation des Liaisons dangereuses avec Hugo Weaving.  
En 2013, à l'Opéra de Sydney, il incarne Irwin pour The History Boys. La même année, il joue un rôle plus important dans le film d'aventure La Prophétie de l'anneau, jouant le frère de Josh Hartnett. 
En 2015, il est un second rôle pour le drame de la réalisatrice australienne Jocelyn Moorhouse, Haute Couture avec Kate Winslet et Liam Hemsworth. L'année suivante, il fait une apparition dans le film de guerre Tu ne tueras point de Mel Gibson. 
En 2017, il joue dans deux longs métrages : le blockbuster Pirates des Caraïbes : La Vengeance de Salazar et le biopic Battle of the Sexes sur la joueuse de tennis américaine Billie Jean King.
Mais cette année-là, il rejoint surtout la distribution principale de Dynastie. Il s'agit d'un reboot du célèbre feuilleton télévisé Dynastie, créé par Richard et Esther Shapiro et diffusée entre 1981 et 1989 sur ABC. Diffusée par le réseau The CW Television Network aux États-Unis, et par la plateforme Netflix, en France. La série divise la critique mais rencontre tout de même son public et remporte le People's Choice Awards 2018 de la série revival de l'année.
Le tournage de la saison 2 va cependant connaître de nombreux rebondissements. L'actrice Nathalie Kelley est écartée de la série au profit d'Ana Brenda Contreras. Plus tard, c'est James Mackay en personne qui annoncera via les réseaux sociaux, à ses fans, qu'il a été contraint de quitter la distribution principale de la série à la suite d'une décision de la production. L'acteur révèle, en effet, n'avoir signé que pour quelques épisodes mais serait amené à ré-apparaître en tant qu'invité,. Une décision regrettée et contestée par les spectateurs,,,.  

## Théâtre
- 2009 : Julius Caesar, avec la compagnie Cry Havoc : Marc Anthony
- 2010 : Three Sisters, avec la compagnie Cry Havoc : Andrey
- 2012 : Les Liaisons Dangereuses, avec la Sydney Theatre Company : Danceny
- 2013 : The History Boys, avec la Peach Theatre Company : Irwin

## Filmographie

### Cinéma

#### Courts métrages
- 2008 : Misconception de Nadia Meneghello : Matt
- 2010 : Connection de Jennifer Leacey : Dan
- 2011 : Hairpin de Laura Scrivano : Simon
- 2014 : Manny Gets Censored de Graeme Robertson : Manny

#### Longs métrages
- 2011 : Don't Be Afraid of the Dark de Troy Nixey : Le bibliothécaire
- 2011 : Burning Man de Jonathan Teplitzky : auxiliaire de santé
- 2012 : Redd Inc de Daniel Krige : Rudy Khan
- 2012 : Being Venice de Miro Bilbrough : Un pompier
- 2013 : La Prophétie de l'anneau de Roland Joffé : Charles Stewart
- 2015 : Skin Deep de Jonnie Leahy : Infirmier Ben Potter
- 2015 : Haute Couture de Jocelyn Moorhouse : William Beaumont
- 2016 : Hacksaw Ridge de Mel Gibson : Le procureur
- 2017 : Pirates of the Caribbean: Dead Men Tell No Tales de Joachim Rønning et Espen Sandberg : Maddox
- 2017 : Battle of the Sexes de Jonathan Dayton et Valerie Faris : Barry Court
- 2022 : Girl at the Window de Mark Hartley : Coleman

### Télévision

#### Séries télévisées
- 2010 : Rescue Special Ops : Saxon Blake (1 épisode)
- 2012 : The Straits : Joel Thomson (5 épisodes)
- 2012 : Micro Nation : Lindsay McFadden (1 épisode)
- 2014 : The Tomorrow People : Julian Masters (2 épisodes)
- 2017 : A Bunck of Dicks : Ladd Jackson (mini-série)
- 2017 : The Leftovers : Bernard (1 épisode)
- 2017 : Love Child : Lance (1 épisode)
- 2017-2019 et 2022 : Dynastie : Steven Carrington (principal saisons 1 et 2, invité saison 5)

#### Téléfilms
- 2011 : Panique à Rock Island de Tony Tilse : Pierce